# إريك برايدين
إريك برايدين (بالألمانية: Eric Braeden)‏ هو ممثل أمريكي وألماني، ولد في 3 أبريل 1941 في ألمانيا.

## أعمال

### أفلام
- (1997) تيتانيك[4][5][6]

### مسلسلات
- المربية
- كيف قابلت أمكما

## وصلات خارجية
- إريك برايدين على موقع IMDb (الإنجليزية)
- إريك برايدين على موقع روتن توميتوز (الإنجليزية)
- إريك برايدين على موقع ألو سيني (الفرنسية)
- إريك برايدين على موقع أول موفي (الإنجليزية)
- إريك برايدين على موقع قاعدة بيانات الأفلام السويدية (السويدية)
- إريك برايدين على موقع إن إن دي بي (الإنجليزية)
- إريك برايدين على موقع قاعدة بيانات الفيلم (الإنجليزية)
- إريك برايدين على موقع كينوبويسك (الروسية)